# Dún Chaoin
Dún Chaoin (en anglais parfois Dunquin) est un village du Comté de Kerry situé sur la côte sud ouest de l'Irlande à la pointe de la péninsule de Dingle. Le village se trouve dans une Gaeltacht, une région où la langue irlandaise reste la langue quotidienne, juste comme dans les villages voisins de Baile an Fheirtéaraigh (au nord-est) et Ceann Trá (au sud-est).
L'archipel des îles Blasques (en irlandais Na Blascaoidí) se trouve à l'ouest de Dún Chaoin. Les îles sont devenues célèbres grâce aux écrivains de la langue irlandaise qui y habitaient, dont Tomás Ó Criomhthain et Peig Sayers. Les îles furent habitées jusqu'en 1953 et un musée consacré à leur culture et à leur littérature se trouve à Dún Chaoin.